# Saxifraga × kochii
Saxifraga × kochii es una especie de planta herbácea de la familia de las saxifragáceas.
Es un híbrido compuesto por las especies Saxifraga biflora y Saxifraga oppositifolia.

## Taxonomía
Saxifraga × kochii fue descrita por Ernst Gottfried Hornung y publicada en Flora 18: 465, en 1835.

#### Etimología
Véase: Saxifraga
kochii: epíteto otorgado en honor del botánico alemán Johann Friedrich Wilhelm Koch.